# Lil' J
Lil' J, pseudonimo di Jonathan McDaniel (Long Beach, 17 maggio 1985), è un attore e rapper statunitense famoso per aver fatto parte del cast di "Raven" interpretando Devon Carter il fidanzato di Raven.

## Filmografia parziale
- Raven (2003-2006)
- Johnny Kapahala - Cavalcando l'onda (Johnny Kapahala: Back on Board), regia di Eric Bross (2007)
- A casa di Raven (Raven's Home) - serie TV (2017-2023)